# روبرت بارتولوميو
روبرت بارتولوميو (بالتشيكية: Robert Bartolomeu)‏ هو لاعب كرة قدم تشيكي في مركز الوسط، ولد في 3 ديسمبر 1993 في Otrokovice ‏ في التشيك. شارك مع منتخب التشيك تحت 19 سنة لكرة القدم ومنتخب جمهورية التشيك تحت 21 سنة لكرة القدم. أما مع النوادي، فقد لعب مع FC Zlín ‏.

## وصلات خارجية
- روبرت بارتولوميو على موقع قاعدة بيانات كرة القدم.إي يو (الإنجليزية)
- روبرت بارتولوميو على موقع Soccerbase.com (لاعب) (الإنجليزية)
- روبرت بارتولوميو على موقع Soccerway.com (الإنجليزية)
- روبرت بارتولوميو على موقع عالم كرة القدم.نت (الإنجليزية)